# Departamentul Madarounfa
Departamentul Madarounfa este un departament din  regiunea Maradi, Niger, cu o populație de 439.431 locuitori (2001).